# Coptodactyla tuberculata
Coptodactyla tuberculata är en skalbaggsart som beskrevs av Gillet 1925. Coptodactyla tuberculata ingår i släktet Coptodactyla och familjen bladhorningar. Inga underarter finns listade i Catalogue of Life.